# Mai Kuraki Best 151A -Love & Hope-
Mai Kuraki BEST 151A -LOVE & HOPE- – trzecia kompilacja japońskiej piosenkarki Mai Kuraki, wydana 12 listopada 2014 roku. Został wydany w trzech edycjach: regularnej (CD) i dwóch limitowanych („A” i „B”). Album osiągnął 2 pozycję w rankingu Oricon i pozostał na liście przez 15 tygodni, sprzedał się w nakładzie 67 308 egzemplarzy.
Album zdobył status złotej płyty.

## Lista utworów

### Disc 1 -LOVE-
| CD  | CD                                                                                            | CD                        | CD               | CD                              | CD      |
| Nr  | Tytuł utworu                                                                                  | Tekst                     | Kompozycja       | Aranżacja                       | Długość |
| --- | --------------------------------------------------------------------------------------------- | ------------------------- | ---------------- | ------------------------------- | ------- |
| 1.  | „Stay by my side”                                                                             | Mai Kuraki                | Aika Ōno         | Cybersound                      | 4:26    |
| 2.  | „Secret of my heart”                                                                          | Mai Kuraki                | Aika Ōno         | Cybersound                      | 4:24    |
| 3.  | „Tsumetai umi” (jap. 冷たい海)                                                                | Mai Kuraki                | Aika Ōno         | Cybersound                      | 4:39    |
| 4.  | „Time After Time (Hana Mau Machi de)” (jap. Time after time ～花舞う街で～) (theater version) | Mai Kuraki                | Aika Ōno         | Cybersound                      | 4:11    |
| 5.  | „Ashita e kakeru hashi” (jap. 明日へ架ける橋)                                                 | Mai Kuraki                | Akihito Tokunaga | Daisuke Ikeda, Akihito Tokunaga | 3:58    |
| 6.  | „Aitakute...” (jap. 会いたくて...)                                                            | Mai Kuraki                | Akihito Tokunaga | Akihito Tokunaga                | 4:30    |
| 7.  | „Shiroi yuki” (jap. 白い雪)                                                                   | Mai Kuraki                | Aika Ōno         | Daisuke Ikeda                   | 4:47    |
| 8.  | „Tomorrow is the last Time”                                                                   | Mai Kuraki                | Aika Ōno         | Takeshi Hayama                  | 3:57    |
| 9.  | „Mō ichido” (jap. もう一度)                                                                   | Mai Kuraki                | Jin'ichi Tajiri  | Jin'ichi Tajiri                 | 3:54    |
| 10. | „Anata ga Iru Kara” (jap. あなたがいるから)                                                   | Mai Kuraki, Yue Mochizuki | Yue Mochizuki    | Akira Onozuka                   | [3:04   |
| 11. | „Your Best Friend”                                                                            | Mai Kuraki, GIORGIO 13    | GIORGIO CANCEMI  | GIORGIO CANCEMI                 | 5:52    |
| 12. | „Koi ni koishite” (jap. 恋に恋して)                                                           | Mai Kuraki, GIORGIO 13    | GIORGIO CANCEMI  | Cybersound                      | 4:09    |
| 13. | „Hakanasa” (jap. 儚さ)                                                                        | Mai Kuraki                | Ikurō Fujiwara   | Ikurō Fujiwara                  | 6:33    |
| 14. | „Sakura Sakura...” (jap. さくら さくら…)                                                      | Mai Kuraki                | Aika Ōno         | Ryo Hayashi                     | 4:43    |
| 15. | „STAND BY YOU”                                                                                | Mai Kuraki                | Akihito Tokunaga | Akihito Tokunaga                | 5:21    |

### Disc 1 -HOPE-
| CD  | CD                                                                   | CD                     | CD                                        | CD                         | CD      |
| Nr  | Tytuł utworu                                                         | Tekst                  | Kompozycja                                | Aranżacja                  | Długość |
| --- | -------------------------------------------------------------------- | ---------------------- | ----------------------------------------- | -------------------------- | ------- |
| 1.  | „Love, Day After Tomorrow”                                           | Mai Kuraki             | Aika Ōno                                  | Cybersound                 | 4:03    |
| 2.  | „Delicious Way”                                                      | Mai Kuraki             | Aika Ōno                                  | Cybersound                 | 3:52    |
| 3.  | „Reach for the sky”                                                  | Mai Kuraki             | Aika Ōno                                  | Cybersound                 | 4:49    |
| 4.  | „Stand Up”                                                           | Mai Kuraki             | Akihito Tokunaga                          | Akihito Tokunaga           | 4:39    |
| 5.  | „always”                                                             | Mai Kuraki             | Aika Ōno                                  | Cybersound                 | 4:07    |
| 6.  | „Feel fine!”                                                         | Mai Kuraki             | Akihito Tokunaga                          | Akihito Tokunaga           | 4:48    |
| 7.  | „Revive”                                                             | Mai Kuraki             | Aika Ōno                                  | Miguel Sá Pessoa           | 4:39    |
| 8.  | „Watashi no, shiranai, watashi.” (jap. わたしの、しらない、わたし。) | Mai Kuraki             | Yue Mochizuki                             | Daisuke Ikeda, Shun Satō   | 4:03    |
| 9.  | „Strong Heart”                                                       | Mai Kuraki, GIORGIO 13 | GIORGIO CANCEMI                           | GIORGIO CANCEMI            | 4:20    |
| 10. | „Special morning day to you”                                         | Mai Kuraki             | Akihito Tokunaga                          | Akihito Tokunaga           | 4:34    |
| 11. | „TRY AGAIN”                                                          | Mai Kuraki             | Akihito Tokunaga                          | Cybersound                 | 4:25    |
| 12. | „Wake me up”                                                         | Mai Kuraki             | Akihito Tokunaga                          | Akihito Tokunaga           | 4:21    |
| 13. | „You can”                                                            | Mai Kuraki             | Aika Ōno                                  | Cybersound                 | 4:02    |
| 14. | „Muteki na Heart” (jap. 無敵なハート)                                | Mai Kuraki             | Hiraga Takahiro, Yue Mochizuki            | Shun Satō, Hirokazu Tajiri | 3:24    |
| 15. | „DYNAMITE”                                                           | Mai Kuraki             | Tesung Kim, Coach&Sendo, Katerina Bramley | Coach&Sendo                | 3:21    |

### DVD
Edycja limitowana A
1. „LOVE -visual collection-”
2. „Stay by my side” (Music Clip)
3. „Secret of my heart” (Music Clip)
4. „Tsumetai umi” (jap. 冷たい海)) (Music Clip)
5. „Time after time ~Hana mau machi de~” (jap. Time after time ～花舞う街で～) (Live from Kyoto Student Music Award Kuraki Mai Special Stage)
6. „Ashita e kakeru hashi” (jap. 明日へ架ける橋) (Music Clip)
7. „Aitakute...” (jap. 会いたくて...) (Live from Mai Kuraki LIVE TOUR 2006 DIAMOND WAVE)
8. „Shiroi yuki” (jap. 白い雪) (Music Clip)
9. „Tomorrow is the last Time” (Live from HAPPY HAPPY HALLOWEEN LIVE 2010)
10. „Mō ichido” (jap. もう一度) (Music Clip)
11. „Anata ga iru kara” (jap. あなたがいるから) (Live from Mai Kuraki Symphonic Live -Opus 2-)
12. „Your Best Friend” (Music Clip)
13. „Koi ni koishite” (jap. 恋に恋して) (Music Clip)
14. „Hakanasa” (jap. 儚さ) (Music Clip)
15. „Sakura Sakura...” (jap. さくら さくら…) (Live from MAI KURAKI LIVE PROJECT 2013 "RE:")
16. „STAND BY YOU” (Music Clip)

Edycja limitowana B
1. „Love, Day After Tomorrow” (Music Clip)
2. „Delicious Way” (Live Clip from Natural Breeze 2001 happy live)
3. „Reach for the sky” (Music Clip)
4. „Stand Up” (Music Clip)
5. „always” (Music Clip)
6. „Feel fine!” (Music Clip)
7. „Revive” (Music Clip)
8. „Watashi no, shiranai, watashi.” (jap. わたしの、しらない、わたし。) (Music Clip)
9. „Strong Heart” (Live Clip from Mai Kuraki Live Tour 2012 ～OVER THE RAINBOW～)
10. „Special morning day to you” (Live Clip Mai Kuraki Symphonic Live -Opus 1-)
11. „TRY AGAIN” (Music Clip)
12. „Wake me up” (Music Clip)
13. „You can” (Live Clip from 15th Anniversary Mai Kuraki Live Project 2014 BEST “Ichigo Ichie” ～Muteki na Heart～)
14. „Muteki na Heart” (jap. 無敵なハート) (Music Clip)
15. „Love, Day After Tomorrow feat. 15directors” (Music Clip)

## Notowania
| Lista                       | Pozycja |
| --------------------------- | ------- |
| Oricon Weekly Albums Chart  | 2       |
| Oricon Monthly Albums Chart | 10      |
| Billboard JAPAN Hot Albums  | 2       |